# ウィランズ湖
ウィランズ湖（ウィランズこ、英: Lake Whillans）は南極大陸のロス棚氷南東端に存在する氷底湖である。湖は地表下およそ800mに位置し、面積はおよそ60平方キロメートルと推定されている。湖の深さはおよそ2mで、その水温は氷点下の－0.49℃だが、湖を覆う氷の重量による圧力がかかっているため液体の状態を保っている。
ウィランズ湖の名称はオハイオ州立大学の雪氷学者イアン・ウィランズにちなんで命名された。

## 探査
ウィランズ湖はスクリップス海洋研究所の雪氷学者ヘレン・フリッカーによって2007年に初めて報告された。後にNASAの地球観測衛星ICESatの観測データからも湖の存在が確認された。
2013年1月28日、研究チームが湖を覆う氷に熱水を使って穴を開け、800m下の湖面に到達したことが発表された。湖から採取された水と堆積物のサンプルを分析した結果、3,900種類を超える微生物がこの湖に生息していることが判明した。この研究結果は2014年にネイチャー誌に発表された。この環境に生息している微生物は光合成ではなく、堆積物に含まれるアンモニアやメタンを利用していると考えられている。